# Chordodes pilosus
Chordodes pilosus är en tagelmaskart som beskrevs av Karl Möbius 1855. Chordodes pilosus ingår i släktet Chordodes och familjen Chordodidae. Inga underarter finns listade i Catalogue of Life.